# Lycophidion depressirostre
Lycophidion depressirostre (пласкоморда вовча змія) — вид змій родини Lamprophiidae. Мешкає в Східній Африці.

## Поширення і екологія
Пласкоморді вовчі змії мешкають в Сомалі, Ефіопії, Кенії, Танзанії, Південному Судані, спостерігалися в Уганді, можливо, присутні в Мозамбіці. Вони живуть в сухих і вологих саванах та в напівпустелях, на висоті від 600 до 2000 м над рівнем моря. Ведуть нічний спосіб життя. Живляться ящірками. Відкладають яйця.